# Port lotniczy Rijeka
Port lotniczy Rijeka (IATA: RJK, ICAO: LDRI) – międzynarodowy port lotniczy położony na wyspie Krk, 17 km na południowy wschód od centrum Rijeki, w Chorwacji.

## Linie lotnicze i połączenia
| Linia lotnicza    | Kierunek                                                                                    |
| ----------------- | ------------------------------------------------------------------------------------------- |
| Air Baltic        | Sezonowo: 1. Ryga                                                                           |
| Air Serbia        | Sezonowo: 1. Belgrad                                                                        |
| Condor Flugdienst | Sezonowo: 1. Düsseldorf 2. Frankfurt                                                        |
| Croatia Airlines  | 1. Monachium                                                                                |
| EasyJet           | Sezonowo: 1. Berlin 2. Londyn-Gatwick                                                       |
| Eurowings         | Sezonowo: 1. Berlin 2. Düsseldorf 3. Kolonia/Bonn 4. Hamburg 5. Stuttgart                   |
| Lufthansa         | Sezonowo: 1. Frankfurt 2. Monachium                                                         |
| Ryanair           | Sezonowo: 1. Mediolan-Bergamo 2. Bruksela-Charleroi 3. Londyn-Stansted 4. Sztokholm-Arlanda |
| Trade Air         | 1. Dubrownik 2. Osijek 3. Split 4. Zadar                                                    |
| Transavia.com     | Sezonowo: 1. Eindhoven                                                                      |